# Pièce de 1 franc Institut de France
Pour les articles homonymes, voir 1 franc.
Cette pièce de un franc a été émise en 1995 à l'occasion du bicentenaire de l'Institut de France.
L'avers présente un faisceau lié de rubans qu'on peut supposer être tricolores dans l'esprit du graveur Raymond Corbin, mis dans un cadre. Ce cadre porte la devise Institvt des Sciences et Arts sur ses côtés. Sur la gauche et la droite et au-dessus, se trouvent trois branches de laurier, dont on reconnaît les fruits. Le laurier est l'arbre dont on faisait les couronnes dans l'Antiquité décernées aux vainqueurs des concours patronnés par Apollon, dieu des Arts et des Lettres.
Le pied porte la date de fondation de l'Institut, la devise républicaine, et la corne et l'abeille, poinçons du monnayage républicain.
Le revers représente le dôme, dit la Coupole, de l'Institut, avec la date d'émission sous un fronton triangulaire. Des rayons symbolisant les Lumières du savoir en sortent, ainsi que quatre étoiles représentant les quatre Académies. La valeur faciale, le nom du monnayage et la mention République française y sont également portées.

## Frappe
| millésime | tirage    | remarques                 |
| --------- | --------- | ------------------------- |
| 1989      | 4 976 000 | frappe courante en Nickel |